# Dustin Hoffman
Dustin Lee Hoffman (Los Angeles (Californië), 8 augustus 1937) is een Amerikaanse filmacteur. Hij is een tweevoudig Academy Award-winnaar.

## Biografie
Het was zijn ambitie om concertpianist te worden, reden om na zijn middelbareschooltijd te gaan studeren aan het Los Angeles Conservatory of Music, maar hij haakte vroegtijdig af. Vervolgens studeerde hij een jaar aan het Santa Monica City College, maar ook daar stopte hij vanwege weinig bemoedigende resultaten. Dat jaar echter volgde hij een acteercursus, omdat hem was verteld dat "niemand acteren kan verprutsen". Hij speelde twee jaar in het Pasadena Playhouse met collega-acteur Gene Hackman, die ook een tijdje zijn kamergenoot was.
Vervolgens verhuisde hij naar New York, waar hij een periode van twaalf ambachten en dertien ongelukken had, inclusief een incidentele rol in een televisieprogramma. Om in zijn levensonderhoud te voorzien was hij een poosje leraar. In 1961 kreeg hij een rol in een Broadway-productie. Daarna verliet hij het acteren weer een poosje, studeerde samen met Lee Strasberg en werd een overtuigd "method actor". In 1967 maakte hij zijn filmdebuut in The Tiger Makes Out.
In datzelfde jaar vestigde hij zijn naam met The Graduate, waarin hij een afstuderende student speelde, hoewel hij bijna dertig jaar was. Voor zijn rol in The Graduate ontving hij een nominatie voor de Academy Award. Ook kreeg hij een Oscarnominatie voor zijn rol in Midnight Cowboy (1969).
Hoffman staat in de filmwereld bekend als perfectionist. Dit levert hem bij tijd en wijle conflicten op met regisseurs en andere acteurs, maar ook beloningen zoals de Academy Award voor zijn rollen in de films Kramer vs. Kramer (1979) en Rain Man (1988).
In 1983 keerde Hoffman terug naar Broadway, in de rol van Willy Loman in Death of a Salesman.
Hoffman heeft zijn eigen productiemaatschappij, Punch Productions, waarmee hij films heeft geproduceerd met zichzelf in de hoofdrol, zoals Tootsie (1982), Hero (1992), en Wag the Dog (1997).
Hoffman heeft twee kinderen uit zijn eerste huwelijk met Anne Byrne (huwelijk van 1969 tot 1980) en vier uit zijn huidige huwelijk met Lisa Gottsegen (getrouwd in 1980).

## Filmografie
- Bibsys: 90913242
- Biblioteca Nacional de España: XX1060027
- Bibliothèque nationale de France: cb138952597 (data)
- Catàleg d'autoritats de noms i títols de Catalunya: 981058512942206706
- CiNii: DA10060891
- Gemeinsame Normdatei: 118552414
- International Standard Name Identifier: 0000 0001 2148 4241
- Library of Congress Control Number: n80148797
- Nationale Bibliotheek van Letland: 000260882
- MusicBrainz: 7b675798-6710-4923-883a-f3c52d04b10d
- National Archives and Records Administration: 10570300
- Bibliotheek van het Japanse parlement: 00620828
- Nationale Bibliotheek van Tsjechië: jn20000700726
- Nationale bibliotheek van Australië: 35134352
- Nationale Bibliotheek van Israël: 987007279097505171
- Nationale Bibliotheek van Polen: a0000001184392
- Nederlandse Thesaurus van Auteursnamen: 07092242X
- Réseau des bibliothèques de Suisse occidentale: 02-A023231842
- LIBRIS: 277995
- SNAC: w6766b0g
- Système universitaire de documentation: 027382648
- Trove: 837126
- Virtual International Authority File: 115078603
- WorldCat: E39PBJyhcbt9RChVDywVFRFdwC